# José María Pinheiro
José María Pinheiro (ur. 31 lipca 1938 w Nazaré Paulista) – brazylijski duchowny rzymskokatolicki, w latach 2005-2009 biskup Bragança Paulista.

## Życiorys
Święcenia kapłańskie przyjął 27 grudnia 1964. Inkardynowany do archidiecezji São Paulo, przez kilkanaście lat pracował w duszpasterstwie parafialnym. W latach 1976–1980 pracował jako misjonarz na terenie prałatury terytorialnej Itacoatiara, pełniąc funkcję jej wikariusza generalnego. Po powrocie do São Paulo został wicekanclerzem kurii, a w 1984 otrzymał nominację na podsekretarza Konferencji Episkopatu Brazylii. Od 1993 pracował w diecezji Guajará-Mirim, pełniąc w niej m.in. funkcję wikariusza generalnego.
12 lutego 1997 został prekonizowany biskupem pomocniczym Guajará-Mirim ze stolicą tytularną Cabarsussi. Sakrę biskupią otrzymał 19 kwietnia 1997. 6 sierpnia 2003 został mianowany biskupem pomocniczym São Paulo, a 9 marca 2005 ordynariuszem diecezji Bragança Paulista (ingres odbył się 8 maja 2005). 16 września 2009 zrezygnował z urzędu. Po rezygnacji zamieszkał w Pontoise.